# جایزه ستلایت بهترین فیلم تلویزیونی
جایزه ستلایت بهترین فیلم تلویزیونی یکی از جوایز سالانه ستلایت است که توسط آکادمی بین‌المللی مطبوعات  اعطا می‌شود. در سال ۲۰۱۶، این آکادمی مینی‌سریال‌های تلویزیونی و دسته‌های فیلم را با هم ادغام کرد.

## برندگان و نامزدها

### دهه ۱۹۹۰
| سال  | برنده‌ها و نامزدها   | کارگردان          | شبکه(ها)   |
| ---- | ------------------- | ----------------- | ---------- |
| ۱۹۹۹ | عدالت عجیب          | ارنست آر. دیکرسون | شوتایم     |
| ۱۹۹۹ | معرفی دورتی داندریج | مارتا کولیج       | اچ‌بی‌او     |
| ۱۹۹۹ | یک درس قبل از مرگ   | جوزف سارجنت       | اچ‌بی‌او     |
| ۱۹۹۹ | آرکی‌او ۲۸۱          | بنجامین راس       | اچ‌بی‌او     |
| ۱۹۹۹ | یک پرونده کوچک قتل  | استیون شاختر      | ترنر نتورک |

### دهه ۲۰۰۰
| سال  | برنده‌ها و نامزدها                       | کارگردان          | شبکه(ها)      |
| ---- | --------------------------------------- | ----------------- | ------------- |
| ۲۰۰۰ | نزاع هارلن کانتی                        | تونی بیل          | شوتایم        |
| ۲۰۰۰ | کلاهبردار                               | جان مک کلمونت     | اتحادیه       |
| ۲۰۰۰ | عکس‌های کثیف                             | فرانک پیرسون      | شوتایم        |
| ۲۰۰۰ | برای عشق یا کشور: داستان آرتورو ساندوال | جوزف سارجنت       | اچ‌بی‌او        |
| ۲۰۰۰ | نورمبرگ                                 | ایو سیمون         | ترنر نتورک    |
| ۲۰۰۱ | روزی که ریگان شلیک شد                   | سیروس نوراست      | شوتایم        |
| ۲۰۰۱ | توطئه                                   | فرانک پیرسون      | اچ‌بی‌او        |
| ۲۰۰۱ | ماما                                    | گلن جردن          | طول عمر       |
| ۲۰۰۱ | جنگ وریان                               | لیونل چیتویند     | شوتایم        |
| ۲۰۰۱ | آیرس وحشی                               | دانیل پتری        | شوتایم        |
| ۲۰۰۱ | با                                      | مایک نیکولز       | اچ‌بی‌او        |
| ۲۰۰۲ | در به در                                | استیون شاکتر      | ترنر نتورک    |
| ۲۰۰۲ | طوفان جمع‌آوری                           | ریچارد لونکرین    | اچ‌بی‌او        |
| ۲۰۰۲ | ایمان را حفظ کن، عزیزم                  | دوگ مک هنری       | شوتایم        |
| ۲۰۰۲ | پروژه لاریمی                            | مویسه کافمن       | اچ‌بی‌او        |
| ۲۰۰۲ | راه جنگ                                 | جان فرانکن هیمر   | اچ‌بی‌او        |
| ۲۰۰۳ | رودی: داستان رودی جولیانی               | رابرت دورنلم      | یواس‌ای نتورک  |
| ۲۰۰۳ | و نقش پانچو ویلا                        | بروس بریسفورد     | اچ‌بی‌او        |
| ۲۰۰۳ | خانه من در امبریا                       | ریچارد لونکرین    | اچ‌بی‌او        |
| ۲۰۰۳ | طبیعی                                   | جین اندرسون       | اچ‌بی‌او        |
| ۲۰۰۳ | شهر ما                                  | جیمز ناتون        | پی‌بی‌اس        |
| ۲۰۰۳ | دختر سرباز                              | فرانک پیرسون      | شوتایم        |
| ۲۰۰۴ | نجات: داستان استن توکی ویلیامز          | ووندی کرتیس هال   | اف‌ایکس        |
| ۲۰۰۴ | هلتر اسکلتر                             | جان گری           | سی‌بی‌اس        |
| ۲۰۰۴ | فرشتگان آهنین                           | کتا فون گارنی     | اچ‌بی‌او        |
| ۲۰۰۴ | زندگی و مرگ پیتر سیلرز                  | استیفن هاپکنز     | اچ‌بی‌او        |
| ۲۰۰۴ | چیزی که خداوند ساخته                    | جوزف سارجنت       | اچ‌بی‌او        |
| ۲۰۰۵ | دیوانه شدن ریفر                         | آندی فیکمن        | شوتایم        |
| ۲۰۰۵ | ربوده شده                               | برناند ماهر       | بی‌بی‌سی        |
| ۲۰۰۵ | لاکوانا بلوز                            | جورج سی ولف       | اچ‌بی‌او        |
| ۲۰۰۵ | جادو روزهای عادی                        | برنت شیلدز        | سی‌بی‌اس        |
| ۲۰۰۵ | پدران ما                                | دان کرتیس         | شوتایم        |
| ۲۰۰۵ | گاهی در آوریل                           | راول پیک          | اچ‌بی‌او        |
| ۲۰۰۵ | چشمه‌های گرم                             | جوزف سارجنت       | اچ‌بی‌او        |
| ۲۰۰۶ | یک چیز کوچک به نام قتل                  | ریچارد بنجامین    | طول عمر       |
| ۲۰۰۶ | دختر گدیون                              | استیفن پولیاکوف   | بی‌بی‌سی آمریکا |
| ۲۰۰۶ | موزیکال دبیرستان                        | کنی اورتاگا       | کانال دیزنی   |
| ۲۰۰۶ | از شب وارد شدم                          | پیتر لوین         | سی‌بی‌اس        |
| ۲۰۰۶ | خانم هریس                               | فیلیس نای         | اچ‌بی‌او        |
| ۲۰۰۷ | "میتش آلبوم" برای یک روز دیگه           | لوید کرامر        | ای‌بی‌سی        |
| ۲۰۰۷ | قلبم را در زانو زخمی دفن کن             | ایو سیمون         | اچ‌بی‌او        |
| ۲۰۰۷ | حمایت از زندگی                          | نلسون جورج        | اچ‌بی‌او        |
| ۲۰۰۷ | لونگفورد                                | تام هوبر          | اچ‌بی‌او        |
| ۲۰۰۷ | محاکمه تونی بلیر                        | سیمون سیلان جونز  | کانال ۴       |
| ۲۰۰۷ | باد در وول‌ها                            | راشل طلال         | پی‌بی‌اس        |
| ۲۰۰۸ | کثافت: داستان مری وایت هاوس             | اندی د آمونی      | بی‌بی‌سی        |
| ۲۰۰۸ | ۲۴: نجات                                | جان کاسر          | فاکس          |
| ۲۰۰۸ | برنارد و دوریس                          | باب بالابان       | اچ‌بی‌او        |
| ۲۰۰۸ | خدا در حال آزمایش                       | اندی دی آمونی     | پی‌بی‌اس        |
| ۲۰۰۸ | دختر نگهبان خاطره                       | میک جکسون         | لایف‌تایم      |
| ۲۰۰۸ | دوباره شمارش                            | جی روچ            | اچ‌بی‌او        |
| ۲۰۰۹ | باغ‌های خاکستری                          | مایکل سکی         | اچ‌بی‌او        |
| ۲۰۰۹ | قلب شجاع ایرنا سندلر                    | جان کانت هاریسون  | سی‌بی‌اس        |
| ۲۰۰۹ | آخر بازی                                | "پیت تراویس"      | پی‌بی‌اس        |
| ۲۰۰۹ | به طوفان                                | تادیوس او سولیوان | اچ‌بی‌او        |
| ۲۰۰۹ | لیا را دوست دارم                        | جف بلکنر          | سی‌بی‌اس        |
| ۲۰۰۹ | استفاده از فرصت                         | راس کاتز          | اچ‌بی‌او فیلمز  |

### دهه ۲۰۱۰
| سال  | برنده‌ها و نامزدها                       | کارگردان                | شبکه(ها)              |
| ---- | --------------------------------------- | ----------------------- | --------------------- |
| ۲۰۱۰ | معبد گراندین                            | میک جکسون               | هوبو                  |
| ۲۰۱۰ | "روزنامه " آن فرانک                     | جان جونز                | بی‌بی‌سی وان            |
| ۲۰۱۰ | رابطهٔ ویژه                              | ریچارد لانکرین          | اچ‌بی‌او، بی‌بی‌سی دو     |
| ۲۰۱۰ | وقتی عشق کافی نیست: داستان لوئیس ویلسون | جان کنت هریسون          | سی‌بی‌اس                |
| ۲۰۱۰ | تو جک را نمی‌شناسی                       | بری لوینسون             | اچ‌بی‌او                |
| ۲۰۱۴ | بازگشت به صفر                           | شون هانیش               | لایف‌تایم              |
| ۲۰۱۴ | داستان گابی دوغلاس                      | قهرمان گرگ              | لایف‌تایم              |
| ۲۰۱۴ | قلب طبیعی                               | رایان مورفی             | اچ‌بی‌او                |
| ۲۰۱۴ | سفر به بانتی‌فول                         | پیتر مسترسن             | لایف‌تایم              |
| ۲۰۱۴ | ترک‌ها و کیکوس‌ها                         | دیوید هر                | پی‌بی‌اس                |
| ۲۰۱۵ | استکهلم، پنسیلوانیا                     | نیکول بیکویت            | لایف‌تایم              |
| ۲۰۱۵ | کشتن عیسی                               | کریستوفر میناول         | کانال ملی جغرافیایی   |
| ۲۰۱۵ | بلبل                                    | الیوت لستر              | اچ‌بی‌او                |
| ۲۰۱۵ | بیسی                                    | دی ریس                  | اچ‌بی‌او                |
| ۲۰۱۷ | جادوگر دروغ‌ها                           | بری لوینسون             | اچ‌بی‌او                |
| ۲۰۱۷ | پادشاه چارلز سوم                        | روپرت گولد              | پی‌بی‌اس                |
| ۲۰۱۷ | زندگی بی مردنی هنریتا                   | جورج سی ولف             | اچ‌بی‌او                |
| ۲۰۱۷ | راه رفتن به نامرئی: خواهران برونتی      | سالی وینرایت            | نتفلیکس               |
| ۲۰۱۷ | ماشین جنگ                               | دیوید می‌شد              | اچ‌بی‌او                |
| ۲۰۱۸ | داستان                                  | جنیفر فاکس              | اچ‌بی‌او                |
| ۲۰۱۸ | حمل و نقل                               | بن حاوینگ یولاندا رامکه | نتفلیکس               |
| ۲۰۱۸ | تنها انتخابش                            | کریستل گیبسون           | شرط‌بندی               |
| ۲۰۱۸ | شاه لیر                                 | ریچارد ایر              | آمازون استودیو بی‌بی‌سی |
| ۲۰۱۹ | ال کامینو: فیلم بریکینگ بد              | وینس گیلیگان            | نتفلیکس               |
| ۲۰۱۹ | برگزیت: جنگ غیرنظامی                    | توبی هاینز              | اچ‌بی‌او                |
| ۲۰۱۹ | "دد ووود"                               | دانیل میناهان           | اچ‌بی‌او                |
| ۲۰۱۹ | مأموران بزرگراه                         | جان لی هنکاک            | نتفلیکس               |

### دهه ۲۰۲۰
| سال  | برنده‌ها و نامزدها               | کارگردان        | شبکه(ها)              |
| ---- | ------------------------------- | --------------- | --------------------- |
| ۲۰۲۰ | خواهران کلارک: بانوان اول انجیل | کریستین سوانسون | لایف‌تایم              |
| ۲۰۲۰ | آموزش بد                        | کوری فینلی      | هوبو                  |
| ۲۰۲۰ | عشق سیلوی                       | "یوجین آش"      | ویدیوهای آمازون پرایم |
| ۲۰۲۰ | عمو فرانک                       | آلان بال        | ویدیوهای آمازون پرایم |
| ۲۰۲۱ | اوسلو                           | بارتلت شیر      | لایف‌تایم              |
| ۲۰۲۱ | کمک                             | مارک موندن      | کانال ۴               |
| ۲۰۲۱ | رابین رابرتز: مهالیا            | کنی لیون        | لایف‌تایم              |
| ۲۰۲۲ | ویرد: داستان ال یانکوویک        | اریک اپل        | کانال روکو            |
| ۲۰۲۲ | تازه                            | غار میمی        | هولو                  |
| ۲۰۲۲ | عملیات "منسمیت"                 | جان مادن        | نتفلیکس               |
| ۲۰۲۲ | نجاتش روبی                      | کات شی          | نتفلیکس               |
| ۲۰۲۲ | بازمانده                        | بری لیونسون     | اچ‌بی‌او                |